# Chūya Nakahara
Chūya Nakahara (中原 中也 29 tháng 4 năm 1907 – 22 tháng 10 năm 1937) là một nhà thơ người Nhật Bản hoạt động vào thời  Shōwa. 

## Tuổi thiếu niên
Nakahara Chūya được sinh ra ở vùng mà ngày nay  là một phần của thành phố Yamaguchi thuộc quận cùng tên vào năm 1907, nơi cha ông, Nakahara Kansuke được biết đến như một bác sĩ quân đội danh giá. Vào những năm đầu đời của Nakahara Chūya, cha ông được điều đến Hiroshima và Kanazawa và trở về Yamaguchi vào năm 1914. Năm 1915, em trai ông chết. Nỗi đau khổ tột cùng ấy của ông đã được xuất khẩu thành thơ. Ông đã nộp 3 bài thơ đâu của mình cho một tạp chí phụ nữ và một tòa soạn địa phương vào năm 1920, khi ông vẫn còn đang học bậc tiểu học. Năm 1923, ông chuyển đến Cao trung Ritsumeikan ở Kyoto, và bắt đầu sống với diễn viên Yasuko Hasegawa từ tháng 4 năm 1924.

## Sự nghiệp văn chương
Khởi đầu, Chūya yêu thích thơ Tanka- một thể thơ truyền thống của Nhật Bản. Nhưng về sau, vào những năm tháng thiếu thời, ông lại bị thu hút bởi thể tự do hiện đại, được chủ trương bởi 2 nhà thơ theo chủ nghĩa Dada, Takahashi Shinkichi và Tominaga Taro.
Chuyển đến Tokyo, ông gặp Kawakami Tetsutaro và Ooka Shohei. Cùng với họ, ông đã bắt đầu xuất bản tạp chí thơ ca Hakuchigun (Tạm dịch từ Anh ngữ: Những kẻ dại khờ). Ông đã kết bạn với nhà phê bình văn học có sức ảnh hưởng lớn thời bấy giờ: Kobayashi Hideo, người đã giới thiệu ông đến với những nhà thơ theo trường phái tượng trưng: Arthur Rimbaud và Paul Verlain. Về sau, thơ của họ đã được ông dịch ra tiếng Nhật. Đặc biệt, Rimbaud đã ảnh hưởng, không chỉ mạnh mẽ đến thơ ca, mà còn đến lối sống của ông- lối sống Bôhem (lối sống tự do, phóng khoáng về cả sinh hoạt lẫn đạo đức).
Trong những tác phẩm của mình, Chūya áp dụng lối đếm năm và bảy truyền thống trong thơ haiku và tanka, nhưng thường biến thể chúng để có thể giữ được nhịp điệu của bài thơ. Một số bài thơ của ông thậm chí còn được dùng làm lời bài hát. Có thể nói: ảnh hưởng mang tính giai điệu này đã được tính từ trước.
Những tác phẩm của Chūya bị từ chối bởi nhiều nhà xuất bản. Tuy nhiên, ông vẫn chủ yếu thấy thỏa mãn hơn với công việc ở những tạp chí nhỏ, bao gồm Yamamazu, một tạp chí mà ông và Kobayashi Hideo đã lập ra cùng nhau(mặc dù tạp chí Shiki và Bungakukai vẫn chiếu cố xuất bản tác phẩm của ông vào một số dịp nhất định). Ông tiếp tục làm bạn với Kobayashi cho đến cuối đời, bỏ qua việc Yasuko Hasegawa đã bỏ ông và đến sống với Kobayashi.
Vào tháng 12 năm 1927, ông gặp nhà soạn nhạc Saburō Moroi, người mà sau đó được chuyển thể một số bài thơ của ông thành nhạc.
Vào tháng 4 năm 1931, Chūya được nhận vào Trường Đại học Ngoại ngữ Tokyo (nguyên bản tiếng Anh: Tokyo Foreign Language College) ở Kanda (Tokyo) để học tiếng Pháp cho tới tháng 3 năm 1933. Con trai đầu lòng của ông, Fumiya được sinh vào tháng 10 năm 1934. Tuy nhiên cái chết của Fumiya vào tháng 11 năm 1936 đã đẩy ông vào tình trạng suy sụp hoàn toàn. Ông chưa bao giờ hồi phục một cách hoàn chỉnh được. Rất nhiều những bài thơ của ông sau đó mang chiều hướng hoài niệm và như muốn làm xoa dịu nỗi đau không cùng ấy.
Vào tháng 1 năm 1937, Chūya nhập viện ở Chiba. Vào tháng 2, ông được rời viện và trở lại Kamakura. Ông để lại một số tác phẩm cho Kobayashi Hideo và lập kế hoạch trở về quê nhà ở Yamaguchi khi mất vào tháng 10 năm 1937 vào tuổi 30 vì chứng viêm màng não. Ông được chôn cất ở Yamaguchi.

## Di sản của Nakahara
Chỉ có một của mình tuyển tập thơ, Yagi no Uta (''Bài ca Sơn Dương, năm 1934) xuất bản khi ông còn sống (ông đã tự tài trợ và in 200 bản). Ông đã chỉnh sửa một bộ  thứ hai, Arishi Hi no Uta ("Bài ca Ngày tháng cũ") trước khi chết. Trong cuộc đời của mình, Chūya đã không được xem như trong số các nhà thơ thuộc xu thế chính lúc bấy giờ, nhưng số lượng những bài thơ của ông ngày một lan trên diện rộng và tăng lên ngay cả đến ngày nay. Chūya Nakahara và những tác phẩm của ông giờ đây là một chủ đề văn học trong những lớp học ở Nhật Bản. Bức chân dung của ông trong một chiếc mũ nhìn vào một khoảng không vô định đã trở nên nổi tiếng. Kobayashi Hideo, người mà Chūya giao cho bản thảo Arishi Hi no Uta trên giường bệnh của ông là người chịu trách nhiệm cho sự đề xướng những tác phẩm của ông sau khi ông mất, và Ooka Shohei chịu trách nhiệm thu thập và chỉnh sửa Tuyển tập những tác phẩm của Nakahara Chūya, một bộ sưu tập chứa những bài thơ,  và rất nhiều bức thư của ông.
- Một giải thưởng văn học,giải Nakahara Chūya, được thành lập vào năm 1996 bởi thành phố Yamaguchi (với sự hỗ trợ của các nhà xuất bản Seidosha và Kadokawa Shoten) để tưởng nhớ ông. Các giải thưởng  được trình hàng năm đến một tập thơ xuất sắc. Người chiến thắng sẽ nhận được tiền thưởng  1 triệu yên và trong nhiều năm, những tập thơ chiến thắng cũng đã được xuất bản ra tiếng Anh. Nhưng trong những năm gần đây, ban tổ chức của  giải thưởng đã cho dừng việc này.
- Ca sĩ dân ca  Kazuki Tomokawa đã thu âm hai album mang tên Ore no Uchide Nariymanai Uta và Nakahara Chuya Sakuhinnshu sử dụng thơ của Nakahara làm lời bài hát.
- Trong anime Space Battleship Yamato 2199, sĩ quan Shiro Sanada thường mang bên mình tuyển tập thơ của Nakahara.
- Chūya Nakahara là nguồn cảm hứng cho nhân vật cùng tên trong anime Bungou Stray Dogs.
- Chūya Nakahara là nguồn cảm hứng cho nhân vật cùng tên trong tựa game, anime Bungou to Alchemist